# Laticilla burnesii
Laticilla burnesii là một loài chim trong họ Pellorneidae, trước đây xếp trong họ Cisticolidae với danh pháp Prinia burnesii.